# Мензак (Шаранта)
Менза́к (фр. Mainzac) — коммуна во Франции, находится в регионе Пуату — Шаранта. Департамент — Шаранта. Входит в состав кантона Монброн. Округ коммуны — Ангулем.
Код INSEE коммуны — 16203.
Коммуна расположена приблизительно в 400 км к югу от Парижа, в 115 км южнее Пуатье, в 28 км к юго-востоку от Ангулема.

## Население
Население коммуны на 2008 год составляло 115 человек.
| 1962 | 1968 | 1975 | 1982 | 1990 | 1999 | 2008 |
| ---- | ---- | ---- | ---- | ---- | ---- | ---- |
| 177  | 157  | 121  | 110  | 121  | 102  | 115  |

## Экономика
В 2007 году среди 63 человек в трудоспособном возрасте (15—64 лет) 51 были экономически активными, 12 — неактивными (показатель активности — 81,0 %, в 1999 году было 61,2 %). Из 51 активных работали 46 человек (25 мужчин и 21 женщина), безработных было 5 (4 мужчины и 1 женщина). Среди 12 неактивных 1 человек был учеником или студентом, 5 — пенсионерами, 6 были неактивными по другим причинам.

## Фотогалерея

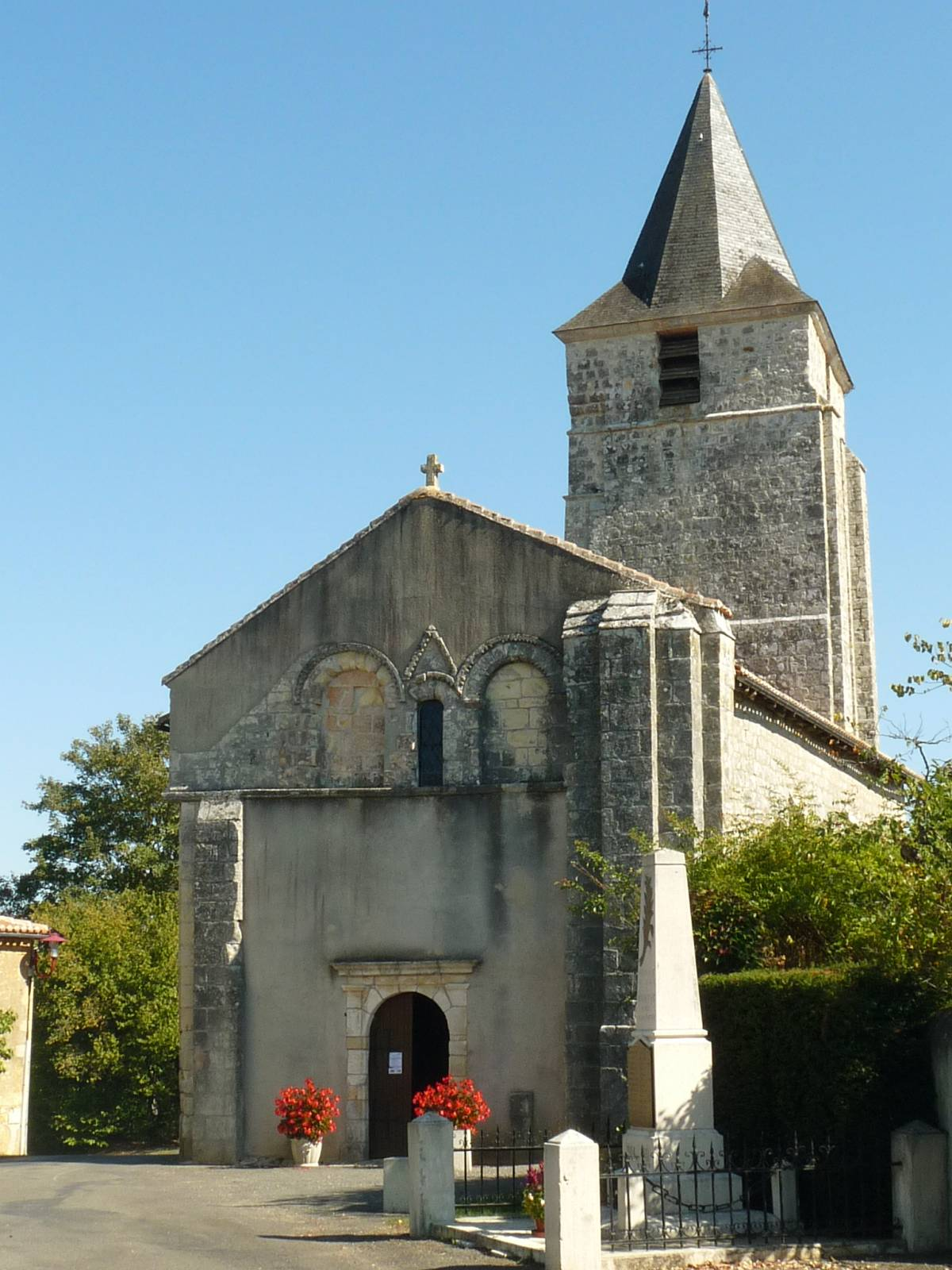
Церковь
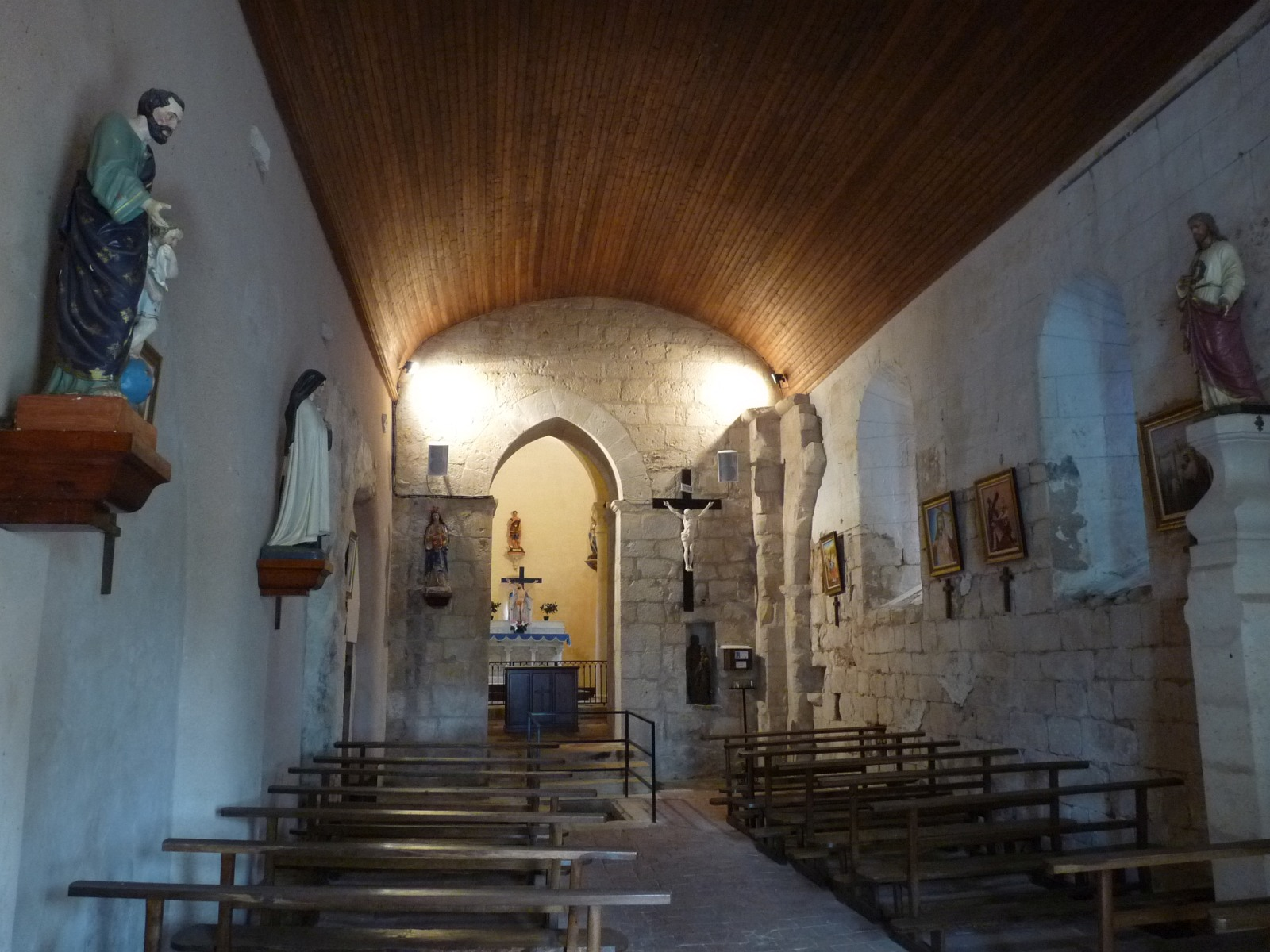
Интерьер церкви
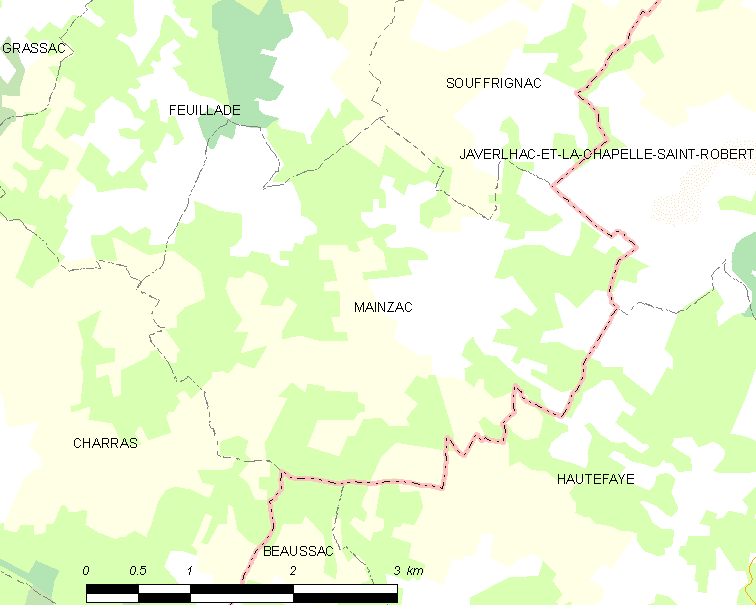
Карта коммуны